# Justin Wilson
Pour les articles homonymes, voir Justin Wilson (baseball) et Wilson.
Justin Wilson, né le 31 juillet 1978 à Sheffield (Angleterre), mort le 24 août 2015 à Allentown (Pennsylvanie), est un pilote automobile britannique, champion de Formule 3000 en 2001, qui a disputé 16 Grands Prix de Formule 1 pour les écuries Minardi et Jaguar au cours de la saison 2003. Après quatre saisons en Champ Car où il est vice-champion en 2006 et 2007, il participe de 2008 à 2015 au championnat IndyCar Series où il remporte trois victoires. Le 23 août 2015, il subit une grave blessure à la tête pendant l'épreuve du Pocono Raceway à cause d'un débris de la monoplace de Sage Karam venu heurter son casque. Justin Wilson meurt le lendemain des suites de cette blessure.
Son frère Stefan est également pilote en Indy Lights.

## Biographie

### Les débuts
Justin Wilson aborde la compétition par le karting, en 1987. En 1995, il passe au sport automobile, dans le championnat britannique de Formule Vauxhall. Au bout de trois saisons dans la discipline sans parvenir à décrocher le titre, il décide de s'inscrire en 1998 dans le tout nouveau championnat de Formule Palmer Audi, créé par l'ancien pilote de Formule 1 Jonathan Palmer. Ce choix de carrière s'avère judicieux puisqu'il remporte le titre, et est nommé en fin d'année au prestigieux Trophée McLaren Autosport BRDC Jeune pilote de l'année. Désormais managé par Jonathan Palmer, Wilson accède en 1999 au championnat international de Formule 3000. Progressant régulièrement dans la discipline, il finit par être titré en 2001. Mais ce succès ne suffit pas à lui ouvrir les portes de la Formule 1. Wilson souffre en effet de deux handicaps : tout d'abord sa grande taille qui effraye les ingénieurs, habitués à concevoir des monoplaces pour des pilotes au gabarit de jockeys ; mais également un manque de soutiens financiers, sésame indispensable pour séduire les écuries les moins fortunées. Pour 2002, Wilson doit donc se contenter d'un volant dans le championnat de World Series by Nissan (qu'il termine 4e), d'un niveau équivalent au championnat de Formule 3000.

### 2003: Formule 1

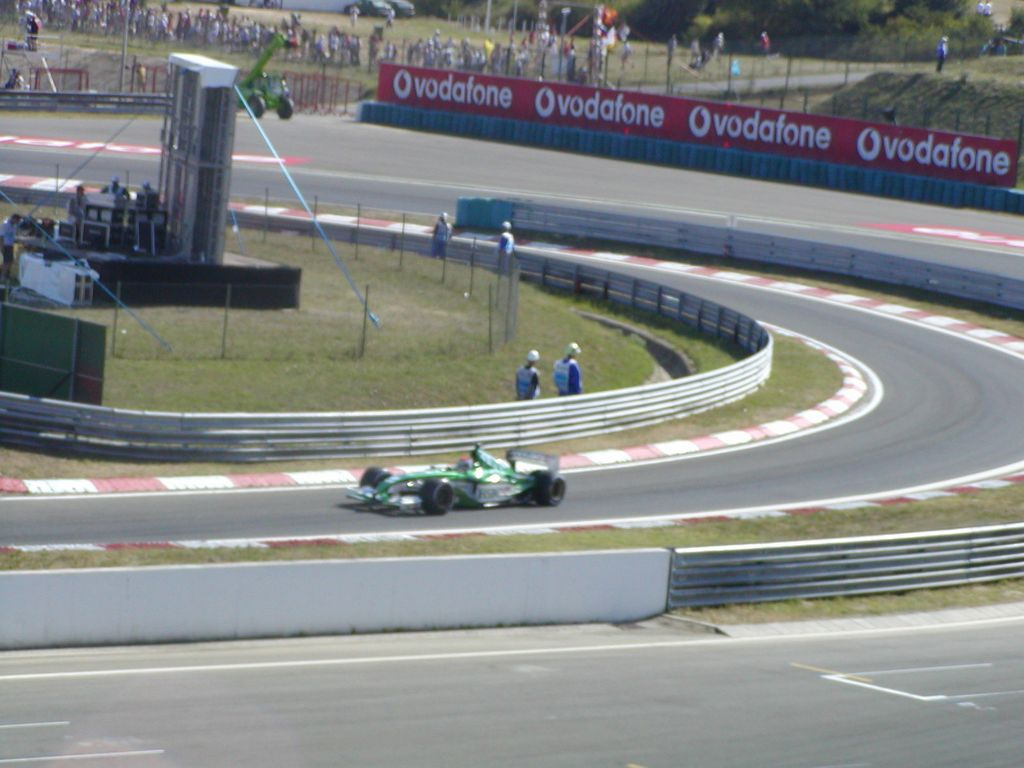
Justin Wilson au Grand Prix de Hongrie 2003

Malgré la stagnation de sa carrière, Wilson continue d'entretenir des contacts avec le monde de la Formule 1. Séduit par le pilote britannique, l'Australien Paul Stoddart se dit prêt à l'accueillir chez Minardi et à faire concevoir une coque adaptée à sa taille de 1,93 m, à condition qu'il parvienne à réunir le budget suffisant. Toujours privé de soutiens financiers, Justin Wilson va alors trouver un moyen inédit de réunir la somme d'argent réclamée par Minardi : il propose au public d'acheter des « parts » de sa propre carrière, parts qui donneront aux souscripteurs des droits sur ses bénéfices futurs. L'initiative, abondamment relayée dans la presse spécialisée, rencontre un immense succès et permet à Wilson de sécuriser son volant en Formule 1 et d'être ainsi au départ du Grand Prix d'Australie, première manche du championnat du monde 2003. Même si le modeste matériel dont il dispose ne lui permet pas d'obtenir des résultats satisfaisants, Wilson fait bonne impression en affichant un niveau de compétitivité proche de son expérimenté et réputé coéquipier Jos Verstappen. Il se fait également remarquer par ses magnifiques départs, dont le meilleur restera sans conteste celui du Grand Prix de Malaisie : qualifié en 19e position sur la grille, il boucle le premier tour à la huitième place.
Il dispute les onze premières courses de la saison pour l'équipe italienne, avant d'être appelé par l'écurie britannique Jaguar pour disputer les cinq dernières courses en remplacement du Brésilien Antônio Pizzonia, écarté pour insuffisance de résultats. Chez Jaguar, il connait trois abandons sur ennuis mécaniques, mais marque son premier (et unique) point en championnat du monde en se classant 8e lors du Grand Prix des États-Unis. Justin Wilson termine sa première saison à la vingtième place avec un point, mais pour la saison 2004, Jaguar lui préfère le jeune Autrichien Christian Klien (soutenu par le sponsor Red Bull) et il ne parvient pas à trouver de volant, ce qui met un terme prématuré à sa carrière en Formule 1.

### 2004-2007: Champ Car

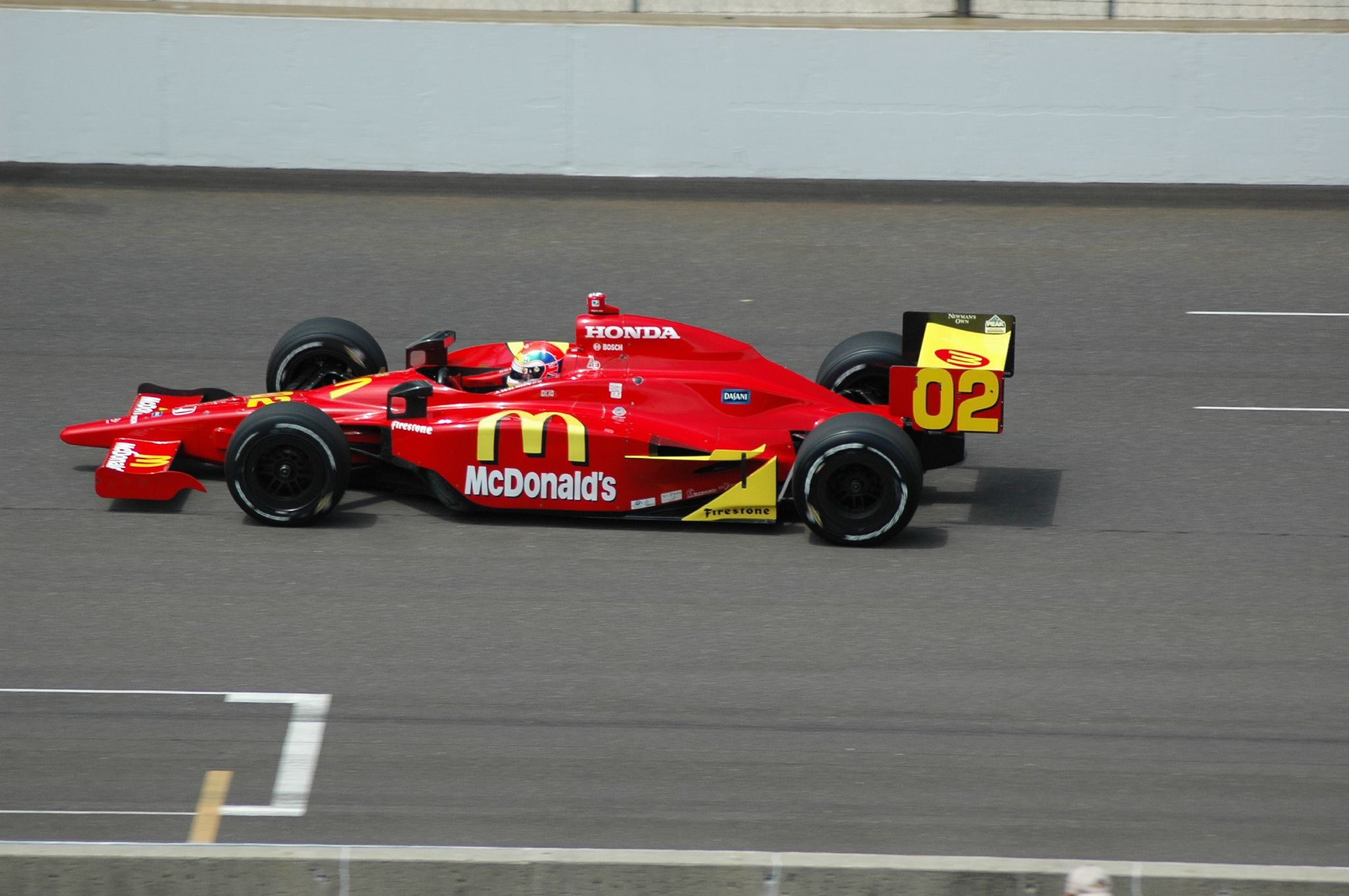
Justin Wilson lors des essais des 500 miles d'Indianapolis 2008.

Dès 2004, Justin Wilson trouve refuge dans le championnat Champ Car, au sein de la modeste écurie Mi-Jack Conquest Racing. Ses performances et sa régularité en course (occupant régulièrement le Top 8 et finissant deuxième meilleur rookie de l'année) lui valent d'être recruté dès la saison suivante par la puissante écurie RuSPORT, où il prend progressivement l'ascendant sur son jeune coéquipier A. J. Allmendinger, et remporte son premier succès dans la discipline, lors du Grand Prix de Toronto. Une deuxième victoire en fin de saison (à Mexico) lui permet de terminer le championnat à la troisième place, derrière les invincibles pilotes du Newman/Haas Racing. En 2004, Wilson participa aussi aux 24 Heures du Mans sur une Dome-Judd du team Racing for Holland. Avec ses coéquipiers Tom Coronel et Ralph Firman (ce dernier côtoyé par Wilson lors de sa saison en Formule 1), il boucle 313 tours et finit non-classé.
Toujours chez RuSPORT en 2006, il confirme qu'il est l'un des tout meilleurs pilotes du Champ Car, décroche une nouvelle victoire (à Edmonton) et termine deuxième du championnat, mais sans être parvenu à inquiéter Sébastien Bourdais au classement général. Il n'y parvient pas non plus en 2007 malgré une victoire sur le circuit d'Assen, et doit se contenter à nouveau de la deuxième place finale, après avoir bataillé face à Robert Doornbos et Will Power.

### 2008-2015: IndyCar Series
En 2008, à la suite de la dissolution de RuSPORT, il rejoint l'écurie championne en titre Newman/Haas/Lanigan Racing dans laquelle il remplace Sébastien Bourdais parti en Formule 1. Initialement présenté comme le grand favori du Champ Car 2008, il participe finalement avec son écurie au championnat IndyCar Series à la suite de la disparition du Champ Car. Il signe sa première victoire dès cette première saison, à Détroit et termine six fois dans le Top-10, se classant onzième du championnat.
L'année suivante, dans sa nouvelle équipe, le Dale Coyne Racing, il remporte une autre victoire sur le circuit de Watkins Glen, termine à sept reprises dans le Top 10 et finit neuvième du championnat. En 2010, il change encore d'écurie et rejoint le Dreyer & Reinbold Racing. À deux reprises il signe une deuxième place (à St. Petersburg et à Long Beach) et termine sept fois dans le Top 10. De plus, il signe la pole position sur le circuit de Toronto et, pour la première fois, termine les 500 miles d'Indianapolis, à la septième place. Néanmoins, il ne gagne pas de course cette saison, et ne finit qu'en onzième place du championnat. Il poursuit sa progression en IndyCar dans la même écurie en 2011 mais il doit renoncer à la fin de saison à la suite d'un accident lors des qualifications à Mid-Ohio.
Il commence la saison 2012 par une victoire à la course d'endurance des 24 Heures de Daytona. En IndyCar, il fait son retour avec l'écurie de Dale Coyne. Il remporte au Texas la seule victoire de sa saison, la troisième victoire de sa carrière, et finit quinzième du championnat. Il ne remporte pas d'autre victoire en 2013, mais treize Top 10 lui permettent de terminer à la sixième place du championnat.
En 2014, les performances sont moins au rendez-vous : il ne fait pas mieux que quatrième en course et recule à la quinzième place du championnat.

### 2015: décès
Le 23 août 2015, le pilote d'Andretti Autosport subit une grave blessure à la tête pendant l'épreuve sur le Pocono Raceway après avoir été heurté, à la sortie du virage no 1, par un débris de la voiture de Sage Karam au 180e des 200 tours de la course de 500 miles. Inconscient quand l'équipe de secours arrive sur les lieux de l'accident, il est immédiatement transporté par hélicoptère vers un hôpital local. Justin Wilson, dans le coma, subit des examens complémentaires au Lehigh Valley Health Network Cedar Crest Hospital d’Allentown,. Il meurt le lendemain,. Il était père de deux filles.

## Résultats en championnat du monde de Formule 1
| Saison | Écurie                                  | Châssis | Moteur                         | Pneus                | GP disputés | Points inscrits | Classement |
| ------ | --------------------------------------- | ------- | ------------------------------ | -------------------- | ----------- | --------------- | ---------- |
| 2003   | European Minardi Cosworth Jaguar Racing | PS03 R4 | Cosworth V10 Ford Cosworth V10 | Bridgestone Michelin | 16          | 1               | 19e        |

## Résultats aux500 milesd'Indianapolis
| Année | Voiture       | Équipe                     | Qualification | Résultat      |
| ----- | ------------- | -------------------------- | ------------- | ------------- |
| 2008  | Dallara-Honda | Newman/Haas/Lanigan Racing | 16e           | 27e (abandon) |
| 2009  | Dallara-Honda | Dale Coyne Racing          | 15e           | 23e (abandon) |
| 2010  | Dallara-Honda | Dreyer & Reinbold Racing   | 11e           | 7e            |
| 2011  | Dallara-Honda | Dreyer & Reinbold Racing   | 20e           | 16e           |
| 2012  | Dallara-Honda | Dale Coyne Racing          | 21e           | 7e            |
| 2013  | Dallara-Honda | Dale Coyne Racing          | 14e           | 5e            |

## Carrière
- 1995 : Formule Vauxhaull, 3e
- 1996 : Formule Vauxhaull, 2e (1 victoire)
- 1997 : Formule Vauxhaull, 4e (2 victoires)
- 1998 : Formule Palmer Audi - Champion (9 victoires)
- 1999 : Formule 3000 chez Astromega - 20e du championnat
- 2000 : Formule 3000 chez Nordic Racing - 5e du championnat
- 2001 : Formule 3000 chez Nordic Racing - Champion (3 victoires)
- 2002 : World Series by Nissan  chez Racing Engineering- 4e du championnat (2 victoires)
- 2003 : Formule 1 chez Minardi et Jaguar - 20e du championnat
- 2004 :  Champ Car chez Conquest Racing - 11e du championnat
- 2005 : Champ Car chez RuSPORT - 3e du championnat  (2 victoires)
- 2006 : Champ Car chez RuSPORT - 2e du championnat  (1 victoire)
- 2007 : Champ Car chez RSPORTS - 2e du championnat  (1 victoire)
- 2008 : IndyCar chez Newman/Haas/Lanigan Racing : 11e du championnat (1 victoire)
- 2009 : IndyCar chez Dale Coyne Racing : 9e du championnat (1 victoire)
- 2010 : IndyCar chez Dreyer & Reinbold Racing : 11e du championnat
- 2011 : IndyCar chez Dreyer & Reinbold Racing : (12 courses sur 18) 24e du championnat
- 2012 : IndyCar chez Dale Coyne Racing : 15e du championnat (1 victoire)
- 2013 : IndyCar chez Dale Coyne Racing : 6e du championnat
- 2014 : IndyCar chez Dale Coyne Racing : 15e du championnat
- 2015 : IndyCar chez Andretti Autosport : (6 courses sur 16) 24e du championnat

## Palmarès
- Champion de Formule Palmer Audi en 1998
- Champion de F3000 internationale en 2001
- Vice-champion de Champ Car en 2006 et 2007
- Vainqueur des 24 Heures de Daytona en 2012
- Vainqueur de 3 courses en IndyCar Series